# Vaterland
Vaterland (ang. Fatherland) – historia alternatywna w formie thrillera, autorstwa Roberta Harrisa, wydana 7 maja 1992.

## Fabuła
Akcja toczy się w 1964 r. 20 lat wcześniej Niemcy wygrały II wojnę światową, a obecnie przygotowują się do obchodów 75. rocznicy urodzin Adolfa Hitlera.
Funkcjonariusz policji kryminalnej – Xavier March przeprowadza śledztwo w sprawie śmierci Josefa Bühlera. Kiedy w tajemniczych okolicznościach zaczynają ginąć inni prominentni naziści, March dochodzi do wniosku, że ma do czynienia z politycznym spiskiem. Chcąc poznać prawdę przyjmuje pomoc amerykańskiej dziennikarki – Charlotte Maguire. Udaje im się uzyskać dostęp do dokumentów, poświęconych najpilniej strzeżonej tajemnicy III Rzeszy – Holocaustu.

## Ekranizacja
Na podstawie powieści Roberta Harrisa zrealizowano film Vaterland – Tajemnica III Rzeszy z Rutgerem Hauerem w roli głównej.

## Przekład
W Polsce powieść ukazała się w przekładzie Andrzeja Szulca.